# جاك لوغوف
جاك لوغوف (بالفرنسية: Jacques Le Goff)‏ هو عضو في المقاومة الفرنسية ‏ ومؤرخ فرنسي، ولد في 1924 في تولون في فرنسا، وتوفي في 1 أبريل 2014 في باريس في فرنسا.

## وصلات خارجية
- جاك لوغوف على موقع IMDb (الإنجليزية)
- جاك لوغوف على موقع مونزينجر (الألمانية)
- جاك لوغوف على موقع إن إن دي بي (الإنجليزية)
- جاك لوغوف على موقع ديسكوغز (الإنجليزية)